# Vannoz
Vannoz é uma comuna francesa na região administrativa de Borgonha-Franco-Condado, no departamento de Jura. Estende-se por uma área de 5,75 km². Em 2010 a comuna tinha 220 habitantes (densidade: 38,3 hab./km²).